# Рюген (район)
Рюген (нем. Rügen) — бывший район, в составе земли Мекленбург-Передняя Померания, ныне часть нового района (нем. Landkreis) Передняя Померания-Рюген (нем. Vorpommern-Rügen) в Германии на острове Рюген. Центр — город Берген-на-Рюгене. Занимает площадь 973,92 км². Население — 70 848 чел. Плотность населения — 73 человека/км².
Официальный код района — 13 0 61.
Рюген состоит из 42 общин.

## Города и общины
1. Бинц (5 461)
2. Путбус (4 782)
3. Засниц (10 746)

Управления
1. Берген-на-Рюгене (14 603)
2. Бушвиц (239)
3. Гарц (2 590)
4. Густов (654)
5. Литцов (302)
6. Пархтиц (833)
7. Патциг (527)
8. Позериц (1 150)
9. Ральсвик (298)
10. Раппин (374)
11. Зелен (949)
12. Тезенвиц (411)

Управление Мёнхгут-Границ
1. Бабе (903)
2. Гагер (416)
3. Гёрен (1 286)
4. Ланкен-Границ (408)
5. Миддельхаген (598)
6. Зеллин (2 428)
7. Тиссов (457)
8. Цирков (717)

Управление Норд-Рюген
1. Альтенкирхен (1 077)
2. Бреге (791)
3. Дранске (1 253)
4. Глове (1 060)
5. Ломе (569)
6. Путгартен (290)
7. Загард (2 788)
8. Вик (1 261)

Управление Вест-Рюген
1. Альтефер (1 283)
2. Дрешвиц (804)
3. Гингст (1 453)
4. Хиддензе (1 087)
5. Клюс (424)
6. Нойенкирхен (394)
7. Рамбин (1 052)
8. Замтенс (2 089)
9. Шапроде (522)
10. Трент (834)
11. Умманц (695)